# André Silva
André Miguel Valente Silva (Gondomar, 6 november 1995) is een Portugees voetballer die doorgaans als aanvaller speelt. Hij verruilde Eintracht Frankfurt in juli 2021 voor RB Leipzig. André Silva debuteerde in 2016 in het Portugees voetbalelftal.

## Clubcarrière
André Silva stroomde in 2016 door vanuit de jeugdopleiding van FC Porto. Hier maakte hij vanaf juli 2013 deel uit van het tweede elftal. Hij debuteerde op 12 augustus 2013 in de Segunda Liga, tegen Beira-Mar. Hij viel na 77 minuten in voor António José Pinheiro Carvalho. Zijn debuut in het eerste elftal volgde op 2 januari 2016. Coach Julen Lopetegui liet hem toen in de 71e minuut invallen voor Vincent Aboubakar in een met 2–0 verloren competitiewedstrijd uit bij Sporting Portugal. André Silva maakte elf dagen later zijn eerste doelpunt in zijn profcarrière. Hij bracht Porto toen op 0–1 in een met diezelfde cijfers gewonnen wedstrijd in het toernooi om de Taça de Portugal, uit tegen Boavista. André Silva groeide in het seizoen 2016/17 onder coach Nuno uit tot basisspeler bij Porto. Hij speelde dat seizoen 32 competitiewedstrijden, waarin hij 16 keer scoorde. Daarnaast maakte hij vijf doelpunten in tien wedstrijden in de UEFA Champions League.
Zijn verrichtingen wekten de interesse van AC Milan. André Silva tekende in juni 2017 een contract tot medio 2022 bij de Italiaanse club. Die betaalde in ruil daarvoor 38 miljoen euro voor hem aan Porto. André Silva kon hier de lijn die hij had ingezet niet doortrekken. Coach Gennaro Gattuso zette hem in het seizoen 2017/18 in tijdens 24 wedstrijden in de Serie A, waarvan 17 keer als invaller. Hij maakte daarbij twee doelpunten. André Silva was wel basisspeler in de wedstrijden die Milan dat jaar speelde in de Europa League. In dat toernooi maakte hij op 14 september 2017 voor het eerst in zijn profcarrière een hattrick. Hij bracht Milan die dag op zowel 0–2, 0–3 als 1–4 in een met 1–5 gewonnen groepswedstrijd uit bij Austria Wien.
AC Milan verhuurde André Silva in augustus 2018 voor de rest van het seizoen aan Sevilla FC. Hij maakte tijdens zijn eerste wedstrijd in de Primera División een hattrick voor de Spaanse club. Die won mede daardoor met 1–4 uit bij Rayo Vallecano. Hij hielp Sevilla met zijn doelpunten dat seizoen ook aan overwinningen op Levante, Real Madrid, Eibar en Real Valladolid.
Na zijn terugkeer naar Italië had coach Marco Giampaolo geen grote plannen met hem. AC Milan verhuurde André Silva in september 2019 voor twee seizoenen aan Eintracht Frankfurt. Dat verhuurde Ante Rebić tegelijkertijd voor twee jaar aan de Italiaanse club. Na zijn debuutseizoen besloot de Bundesligaclub in september 2020 om hem definitief in te lijven. André Silva beleefde daarop het productiefste seizoen in zijn carrière. Hij scoorde dat jaar 28 keer in 32 speelronden. Daarmee werd hij tweede op de topscorerslijst van de Bundesliga. Alleen Robert Lewandowski maakte er dat jaar meer (41).
André Silva tekende in juli 2021 een contract tot medio 2026 bij RB Leipzig, de nummer twee van Duitsland in het voorgaande seizoen. Dat betaalde 23 miljoen euro voor hem aan Eintracht Frankfurt. Hier kon hij twee jaar lang niet in de buurt komen van zijn eerdere productie. Hij maakte in deze tijd wel deel uit van het Leipzig-team dat in 2021/22 de DFB-Pokal won, de eerste prijs in de clubhistorie. André Silva scoorde daarbij in zowel de kwartfinale tegen Hannover 96 als in de halve finale tegen Union Berlin. Leipzig en hij wonnen de nationale beker ook in 2022/23.
RB Leizpig verhuurde André Silva in augustus 2023 voor een jaar aan Real Sociedad, de nummer vier van Spanje in het voorgaande seizoen.

## Clubstatistieken
| Seizoen | Club                | Competitie       | Competitie | Competitie | Beker | Beker | Internationaal | Internationaal | Totaal | Totaal |
| Seizoen | Club                | Competitie       | Wed.       | Dlp.       | Wed.  | Dlp.  | Wed.           | Dlp.           | Wed.   | Dlp.   |
| ------- | ------------------- | ---------------- | ---------- | ---------- | ----- | ----- | -------------- | -------------- | ------ | ------ |
| 2015/16 | FC Porto            | Primeira Liga    | 9          | 1          | 5     | 2     | 0              | 0              | 14     | 3      |
| 2016/17 | FC Porto            | Primeira Liga    | 32         | 16         | 1     | 0     | 10             | 5              | 43     | 21     |
| 2017/18 | AC Milan            | Serie A          | 24         | 2          | 2     | 0     | 14             | 8              | 40     | 10     |
| 2018/19 | → Sevilla FC        | Primera División | 27         | 9          | 4     | 2     | 8              | 0              | 39     | 11     |
| 2019/20 | AC Milan            | Serie A          | 1          | 0          | 0     | 0     | –              | –              | 1      | 0      |
| 2019/20 | Eintracht Frankfurt | Bundesliga       | 25         | 12         | 3     | 2     | 9              | 2              | 37     | 16     |
| 2020/21 | Eintracht Frankfurt | Bundesliga       | 32         | 28         | 2     | 1     | –              | –              | 34     | 29     |
| 2021/22 | RB Leipzig          | Bundesliga       | 33         | 11         | 6     | 2     | 12             | 4              | 51     | 17     |
| 2022/23 | RB Leipzig          | Bundesliga       | 31         | 4          | 4     | 2     | 8              | 3              | 43     | 9      |
| 2023/24 | → Real Sociedad     | Primera División | 0          | 0          | 0     | 0     | 0              | 0              | 0      | 0      |
| Totaal  | Totaal              | Totaal           | 214        | 83         | 27    | 11    | 61             | 22             | 302    | 116    |

*Bijgewerkt op 19 augustus 2023

## Interlandcarrière
André Silva debuteerde op 1 september 2016 onder leiding van bondscoach Fernando Santos in het Portugees voetbalelftal, tijdens een met 5–0 gewonnen oefeninterland in Porto tegen Gibraltar (5-0). Hij viel in dat duel in de rust in voor aanvaller Éder. Hij maakte op 7 oktober 2016 zijn eerste doelpunt voor de nationale ploeg, de 6–0 tijdens een met diezelfde cijfers gewonnen kwalificatiewedstrijd voor het WK 2018 tegen Andorra. Drie dagen later maakte hij voor het eerst een hattrick voor Portugal. Die dag zorgde hij voor de eerste drie doelpunten tijdens een met 0–6 gewonnen WK-kwalificatiewedstrijd op en tegen de Faeröer. André Silva nam in juni 2017 met Portugal deel aan de FIFA Confederations Cup 2017, waar de derde plaats werd bereikt. Portugal won in de troostfinale van Mexico (2–1 na verlenging). Hij maakte ook deel uit van de Portugese selectie op het WK 2018, het EK 2020 en het WK 2022. Hierop fungeerde hij voornamelijk als invaller.

## Erelijst
| DFB-Pokal | 2x | 2021/22, 2022/23 |

1 Remiro ·
2 Odriozola ·
3 Muñoz ·
4 Zubimendi ·
5 Zubeldia ·
6 Elustondo ·
7 Barrenetxea ·
8 Zacharjan ·
9 Óskarsson ·
10 Oyarzabal  ·
11 Becker ·
12 López ·
13 Marrero ·
14 Kubo ·
16 Olasagasti ·
17 Gómez · 
18 Traoré · 
19 Aramburu ·
20 Pacheco ·
21 Aguerd ·
22 Turrientes ·
23 Méndez ·
24 Sučić ·
28 Marín ·
Coach: Alguacil
· Assistent-coach: Ansotegi
1 Patrício ·
2 Alves ·
3 Pepe ·
4 Neto ·
5 Guerreiro ·
6 Fonte ·
7 Ronaldo  ·
8 Moutinho ·
9 A. Silva ·
10 B. Silva ·
11 Semedo ·
12 Sá ·
13 Danilo ·
14 Carvalho ·
15 Gomes ·
16 Pizzi ·
17 Nani ·
18 Gelson ·
19 Eliseu ·
20 Quaresma ·
21 Cédric ·
22 Beto ·
23 Adrien ·
Coach: Santos
1 Patrício ·
2 Alves ·
3 Pepe ·
4 M. Fernandes ·
5 Guerreiro ·
6 Fonte ·
7 Ronaldo  ·
8 Moutinho ·
9 A. Silva ·
10 João Mário ·
11 B. Silva ·
12 Lopes ·
13 Dias ·
14 Carvalho ·
15 Ricardo ·
16 B. Fernandes ·
17 Guedes ·
18 Gelson ·
19 Rui ·
20 Quaresma ·
21 Cédric ·
22 Beto ·
23 Adrien ·
Coach: Santos
1 Patrício ·
2 Semedo ·
3 Pepe ·
4 Dias ·
5 Guerreiro ·
6 Fonte ·
7 Ronaldo  ·
8 Moutinho ·
9 A. Silva ·
10 B. Silva ·
11 Fernandes ·
12 Lopes ·
13 Pereira ·
14 Carvalho ·
15 Rafa Silva ·
16 Sanches ·
17 Guedes ·
18 Neves ·
19 Gonçalves ·
20 Dalot ·
21 Jota ·
22 Rui Silva ·
23 Félix ·
24 Oliveira ·
25 Mendes ·
26 Palhinha ·
Coach: Santos
1 Patrício ·
2 Dalot ·
3 Pepe ·
4 Dias ·
5 Guerreiro ·
6 Palhinha ·
7 Ronaldo  ·
8 Fernandes ·
9 And. Silva ·
10 B. Silva ·
11 Félix ·
12 Sá ·
13 Danilo ·
14 Carvalho ·
15 Leão ·
16 Vitinha ·
17 Mário ·
18 Neves ·
19 Mendes ·
20 Cancelo ·
21 Horta ·
22 Costa ·
23 Nunes ·
24 Ant. Silva ·
25 Otávio ·
26 Ramos ·
Coach: Santos